# Giacomo Monico
Giacomo Monico (né le 25 juin 1776 à Riese, dans l'actuelle province de Trévise, en Vénétie, et mort le 25 avril 1851 à Venise) est un cardinal italien du XIXe siècle. 

## Biographie
Monico est nommé évêque de Ceneda en 1823. Il est promu Patriarche de Venise en 1827. 
Le pape Grégoire XVI le crée cardinal-prêtre lors du consistoire du 29 juillet 1833, mais il ne participe pas au conclave de 1846.

### Source
- Fiche du cardinal Giacomo Monico sur le site fiu.edu